# Бок Палањечки
Бок Палањечки је насељено место у општини Мартинска Вес, у сисачкој горњој Посавини, Хрватска, до нове територијалне организације у саставу бивше велике општине Сисак.

## Становништво
| Националност       | 1991.        |
| Хрвати             | 194 (95,09%) |
| Срби               | 0            |
| Југословени        | 2 (0,98%)    |
| остали и непознато | 8 (3,92%)    |
| Укупно             | 204          |